# قله آرتنی
قله آتشفشانی آرتنی (ارمنی: Արտենի) کوهی که در استان آراگاتسوتن در کشور ارمنستان واقع شده است و ۲٬۰۴۷ متر از سطح دریا ارتفاع دارد. این قله آتشفشانی فعال در سرزمین کوهستانی ارمنستان قرار دارد.

## نگارخانه

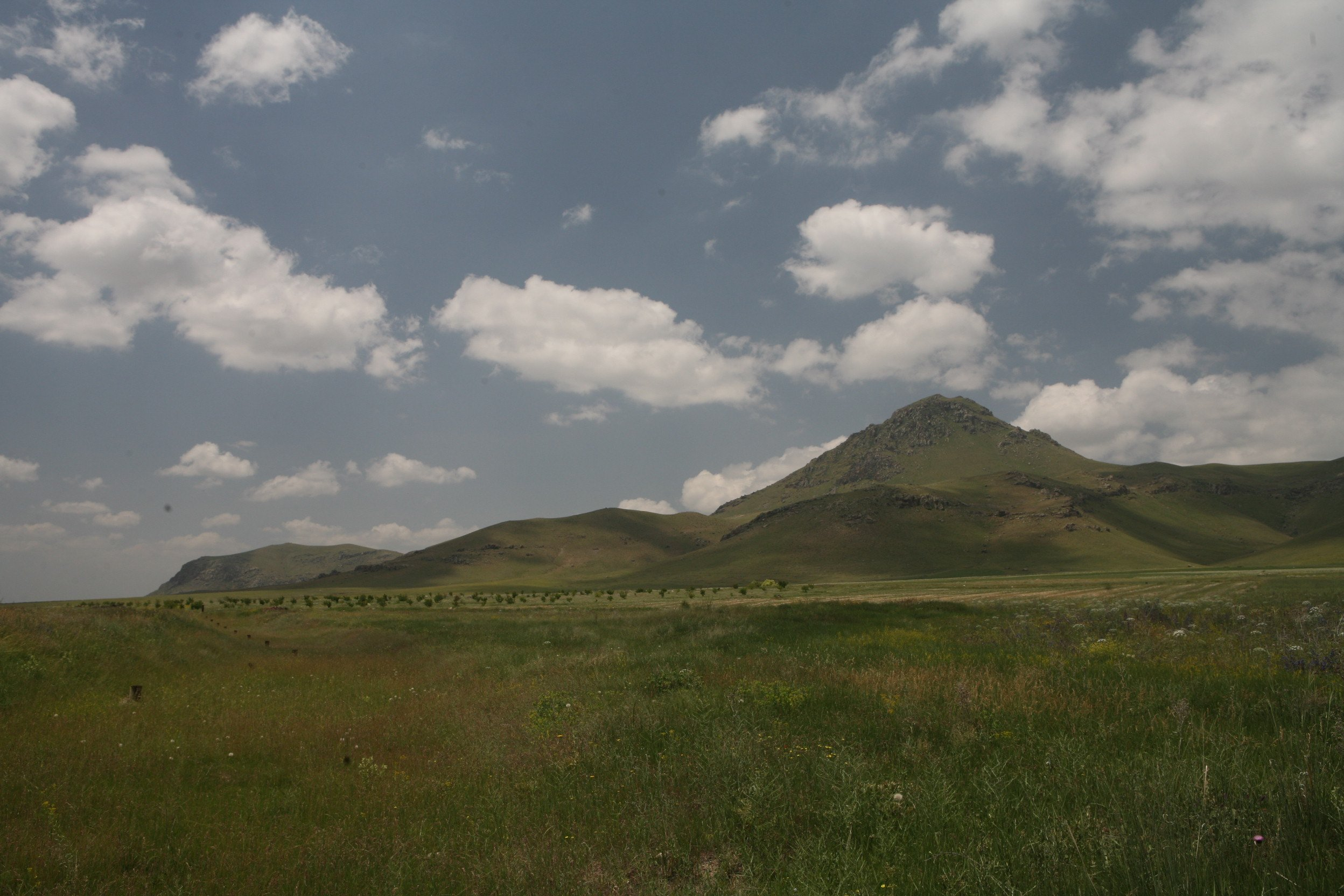
قله آتشفشانی آرتنی
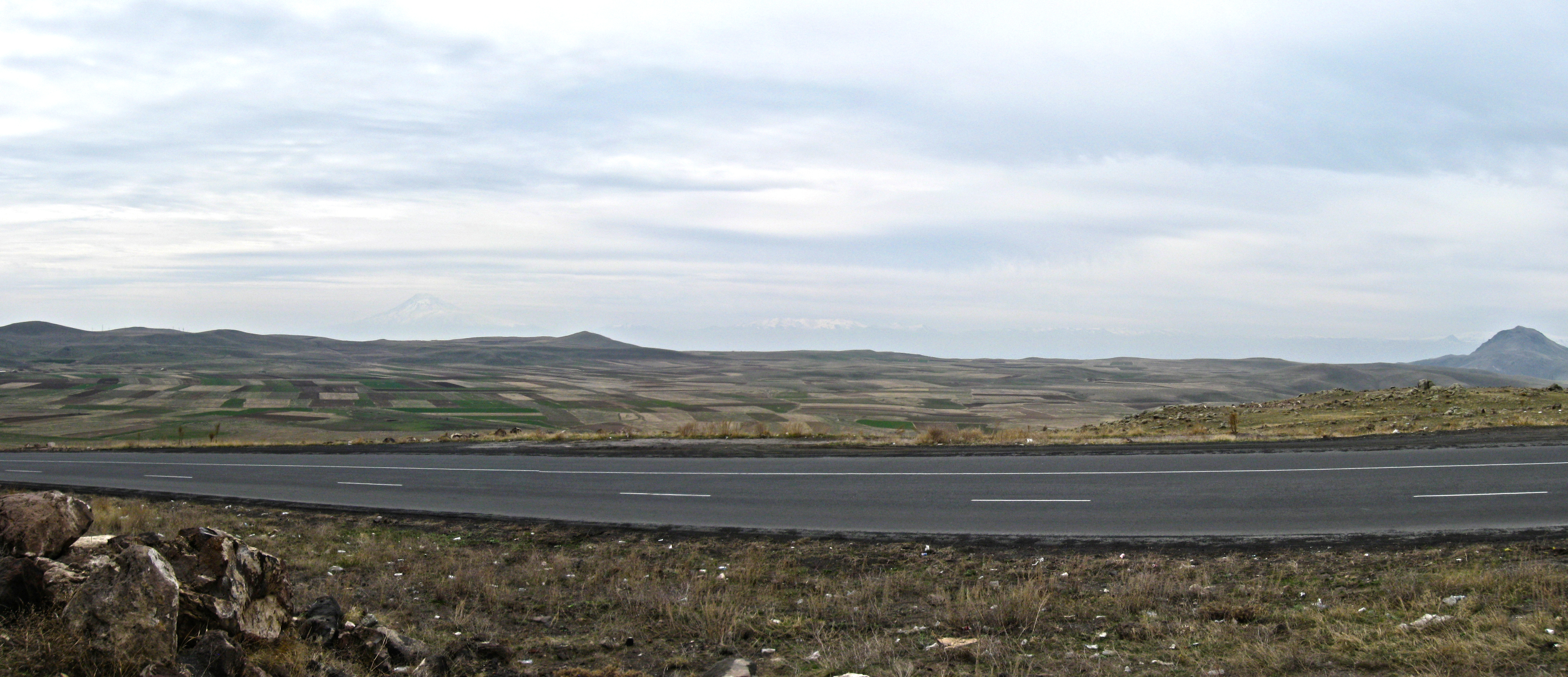